# Microspermum samaroides
Microspermum samaroides là một loài thực vật có hoa trong họ Cúc. Loài này được (Carpentier) E. Arber mô tả khoa học đầu tiên năm 1914.